# Brevipalpus solidus
Brevipalpus solidus är en spindeldjursart som beskrevs av Mohammad Nazeer Chaudhri och Akbar 1985. Brevipalpus solidus ingår i släktet Brevipalpus och familjen Tenuipalpidae. Inga underarter finns listade.